# Радагайс
Ра́дагайс (Родогайс, лат. Radagaisus, греч. Ροδογαισοζ; казнён 23 августа 406) — варварский вождь, вторгшийся во главе огромного войска в северную Италию в 405 году.
Около Флоренции варвары были окружены римскими войсками и после непродолжительной блокады сдались в плен. Радагайс был казнён в августе 406 года. Наиболее подробно и точно о вторжении Радагайса рассказал его современник Павел Орозий.

## Биография

### Вождь варваров
Исидор Севильский упоминает имя Радагайса под 399 годом, когда, по его словам, готы в результате распри разделили своё королевство на две части между вождями Радагайсом и Аларихом I, а затем заключили соглашение о разделе Италии. Проспер Аквитанский пишет о вторжении в Италию готов под началом Радагайса и Алариха под 400 годом. Так как сообщения Исидора и Проспера противоречат довольно подробным сведениям более ранних историков, то обычно первое появление имени Радагайса в истории относят к 405 году.
В этот год большое варварское войско (предположительно из Германии) ворвалось через Альпы на север Италии. Вопросы о том, откуда пришли варвары Радагайса и каков был их племенной состав, продолжают оставаться предметом дискуссий. Современники нашествия Павел Орозий, Аврелий Августин и Проспер Аквитанский обобщённо называли их «готами», очевидно подразумевая их германское происхождение. Несколько более поздний историк Зосима назвал их «кельтами и германскими племенами, которые обитают за Дунаем и Рейном». Современные историки предполагают разноплемённый состав войск Радагайса, включают в него, кроме готов, вандалов и алеманнов, основываясь в основном на географической близости этих племён к месту событий. Иордан, написавший подробную историю готов, не упомянул в ней имени Радагайса.
То, что варвары пришли из мест, не затронутых римской цивилизацией, следует из Орозия, который сравнивает поклонника идолов Радагайса с более известным в империи вождём готов Аларихом I. Радагайс — «язычник, варвар и сущий скиф…, с ненасытной жестокостью в убийстве любил само убийство», в то время как Аларих был христианином, с которым можно было иметь дела и заключать соглашения, который воевал за добычу и деньги, но не ради разрушений и убийств. В начале V века племена готов были рассеяны на большой территории: Аларих возглавлял только часть племён, осевших на правобережье Дуная в 380-х годах. За Дунаем обитали другие готские племена, подчинённые гуннам.
По словам Орозия, Радагайс отличался от других варварских вождей своей кровожадностью: «Радагайс, самый страшный из всех древних и теперешних врагов, внезапно напал и наводнил всю Италию… Он, как это в обычае у такого рода варварских племён, обещал всю кровь римского народа выпить в честь своих богов».

### Вторжение в Италию
В 405 году командующий войсками Западно-Римской империи Стилихон задумал отобрать префектуру Иллирик (Греция и все земли к северу от Греции до Дуная) у Восточной Римской империи, получившей у историков название Византии. Для этого он привлёк готского вождя Алариха I, ожидавшего с войском вестготов подхода Стилихона в Эпире. Планы Стилихона и императора Гонория нарушило внезапное вторжение орд Радагайса. Павел Орозий назвал 200 тысяч варваров под началом Радагайса, Зосим увеличил их число до 400 тысяч, а Аврелий Августин просто указал, что одних погибших из его войска было более 100 тысяч. Современные историки оценивают количество воинов у Радагайса от 20 тысяч до 50 тысяч.
Так как варварские орды все вместе не могли прокормиться, они разделились на три части и медленно продвигались на Рим. Впервые за 600 лет возникла серьёзная опасность столице империи. Среди населения Рима стали распространяться антихристианские настроения: «Когда он угрожал римским крепостям, по городу пошли сомнения всех язычников: пришёл-де враг, могущественный как благодаря обилию сил, так и благодаря поддержке богов, а Город потому в безнадёжном положении и готов вот-вот пасть, что забыл богов и жертвоприношения. Всё наполнилось жалобными стенаниями, и тут же пошли разговоры о возобновлении и торжественном исполнении жертвоприношений, по всему Городу негодовали нечестивцы, повсюду поносилось имя Христа». Войско Радагайса подошло к Апеннинам и осадило Флоренцию.
Стилихон смог собрать 30 когорт (примерно 15 тыс. солдат) из Лигурии, привлёк конные отряды гунна Улдина и гота Сара.
Об опасности положения свидетельствует статья в «Кодексе Феодосия», изданная весной 406 года, по которой разрешалось освобождение рабов с последующим призывом их в армию.
Стилихон подошёл к осаждённой Флоренции. Ему удалось отбросить остготов на несколько километров от города к скалистым высотам Фьезоле, где они заняли неприступную позицию. Стилихон окружил высоты циркумвалационной линией. Вынуждаемые голодом и жаждой, варвары пытались прорваться, но были отброшены назад. Тогда Радагайс капитулировал на условиях сохранения ему жизни.
Большую часть варваров Стилихон продал в рабы (большинство из них скончалось вскоре от истощения и болезней), по словам Орозия «количество пленных готов было столь велико, что толпы людей продавали повсюду как самый дешёвый скот, по одному золотому за каждого».
12 тысяч отборных готских воинов («оптиматов») Стилихон включил в свою гвардию.
Сам Радагайс был казнён 23 августа 406 года. Согласно Аврелию Августину, погибли также его сыновья. Марцеллин Комит в своей хронике виновником казни Радагайса, сдавшегося под клятву Стилихона, называл готского вождя Сара.

## Этническая принадлежность Радагайса
Современники нашествия Радагайса (Павел Орозий, Олимпиодор, Аврелий Августин, Проспер Аквитанский, автор «Галльской хроники 452 года») не называли его этническую принадлежность, но отмечают, что под его началом находились готы. Орозий, чтобы подчеркнуть дикость Радагайса по сравнению с хорошо известными готами Алариха, называет первого скифом, подчеркивая в контексте не столько этническую принадлежность, сколько степень варварства. Более поздние историки (Марцеллин Комит) повторяют Орозия уже без его контекста, просто называя Радагайса скифом.
Историки проецируют этноним «скифы» на готов, которых историки III—V веков часто называли так из-за их обитания в северном Причерноморье и Прикарпатье (см. статью Скифская война III века). Однако к концу IV века готские племена разделились на вестготов, перешедших в Мезию и Фракию, и остготов, оставшихся к северу от Дуная.
Историк XVIII века Э. Гиббон в своей популярной «Истории упадка и падения Римской империи» связывал имя Радагайса с именем одного из славянских богов Радегаста, известного по свидетельствам XI века. В поддержку своей гипотезы Гиббон приводит только фонетическую близость имён. Имена с окончанием на «-гаст» были хорошо известны в IV—VI веках и адекватно отображались в источниках. Историк 1-й половины XX века Джон Багнелл Бьюри полагает, что Радагайс привёл соплеменников остготов с берегов Днестра.